# Gigi Meroni
Luigi Meroni (Como, Italia, 24 de febrero de 1943-Turín, Italia, 15 de octubre de 1967), más conocido como Gigi Meroni, fue un futbolista italiano. Murió en un accidente automovilístico, embestido por un fanático suyo, quien, 35 años después sería presidente de la institución: Attilio Romero.

## Selección nacional
Fue internacional con la Selección de fútbol de Italia en 6 ocasiones y marcó 2 goles. Debutó el 19 de marzo de 1966, en un encuentro amistoso ante la selección de Francia que finalizó con marcador de 0-0.

### Participaciones en Copas del Mundo
| Mundial                        | Sede       | Resultado    |
| ------------------------------ | ---------- | ------------ |
| Copa Mundial de Fútbol de 1966 | Inglaterra | Primera fase |

## Clubes
| Club         | País   | Año       |
| ------------ | ------ | --------- |
| Calcio Como  | Italia | 1961-1962 |
| Génova F. C. | Italia | 1962-1964 |
| Torino F. C. | Italia | 1964-1967 |